# Сєверна сільська рада (Сєверний район, Оренбурзька область)
Сє́верна сільська рада (рос. Северный сельский совет) — сільське поселення у складі Сєверного району Оренбурзької області Росії.
Адміністративний центр — село Сєверне.

## Населення
Населення — 4972 особи (2019; 5422 в 2010, 5888 у 2002).

## Склад
До складу сільської ради входять:
| Населений пункт      | Населення, осіб (2002) | Населення, осіб (2010) |
| -------------------- | ---------------------- | ---------------------- |
| Бобровка, присілок   | 109                    | 101                    |
| Богдановка, присілок | 104                    | 83                     |
| Роздольє, присілок   | 61                     | 19                     |
| Савруш, селище       | 144                    | 106                    |
| Сєверне, село        | 4721                   | 4424                   |
| Соковка, село        | 749                    | 689                    |